# Günter Baumann (Rennfahrer)
Günter Baumann (* 6. Dezember 1932 in Breitungen/Werra) ist ein ehemaliger deutscher Endurosportler.

## Sportlicher Werdegang
Der gelernte Industriekaufmann und Kfz-Industriemeister trat 1955 in die Nationale Volksarmee ein. 1957 begann er seine Motorsportkarriere und wurde 1961 und 1963 DDR-Meister in der 350-cm³-Klasse. 1961 und 1962 startete er erstmals bei der Internationalen Sechstagefahrt (Six Days). Zusammen mit Peter Uhlig, Hans Weber, Horst Lohr, Bernd Uhlmann und Werner Salevsky gewann er die 1963 die 38. Internationale Sechstagefahrt im tschechoslowakischen Spindlermühle. Es war der erste Sieg für die DDR bei den Six Days, die damals als inoffizielle Weltmeisterschaft betrachtet wurde. 1964 konnte Baumann in Erfurt diesen Erfolg wiederholen.
Bei der 40. (1965), 41. (1966) und 42. Internationalen Sechstagefahrt (1967) war er jeweils Fahrer in der A-Mannschaft im Wettbewerb um die Silbervase, das Team erreichte 1965 den Sieg und bei den beiden folgenden Austragungen jeweils den zweiten Platz in der Gesamtwertung.